# Lê Tú Chinh
Lê Tú Chinh (sinh 4 tháng 7 năm 1997) là một nữ vận động viên điền kinh Việt Nam.

## Sự nghiệp
Lê Tú Chinh đến với điền kinh khi đang học lớp 5, được thầy giáo dạy thể dục đăng ký đi thi giải chạy cấp trường và bất ngờ giành giải nhất. Năm 2008, khi Thành phố Hồ Chí Minh tuyển vận động viên ở quận 8, Tú Chinh được huấn luyện viên Nguyễn Thị Thanh Hương chọn nhờ tố chất và sự quyết tâm.

### Thành tích
Tháng 11 năm 2016, Lê Tú Chinh tham dự Giải vô địch điền kinh quốc gia và giành chức vô địch cư ly 100 m nữ với thành tích 11 giây 64. Đây là huy chương vàng đầu tiên 100 m nữ của Thành phố Hồ Chí Minh sau 21 năm (kể từ 1995). Đầu năm 2017, lần đầu tiên Lê Tú Chinh được triệu tập đội tuyển quốc gia. Tháng 6 năm 2017, cô vô địch cự ly 100 m nữ và 200 m nữ ở Giải điền kinh Thái Lan mở rộng với thành tích lần lượt là 11 giây 47 và 23 giây 52.
Tại Đại hội Thể thao Đông Nam Á 2017 (SEA Games) tổ chức ở Kuala Lumpur, Malaysia, Lê Tú Chinh đăng ký tham dự ba nội dung và giành cả ba huy chương vàng ở các nội dung mình tham dự. Ở nội dung 100 m nữ, cô đạt thành tích 11 giây 56, nội dung 200 m nữ là 23 giây 32, và là thành tích cá nhân tốt nhất tính đến thời điểm đó. Trong nội dung tiếp sức 4x100 m nữ, Lê Tú Chinh chạy lượt cuối, đã cùng các đồng đội Nguyễn Thị Mộng Tuyền, Đỗ Thị Quyên và Trần Thị Yến Hoa giành huy chương vàng với thành tích 43 giây 88, đồng thời phá kỷ lục SEA Games. Đây là lần đầu tiên đội điền kinh Việt Nam có huy chương vàng ở nội dung này.

## Vinh danh
Với thành tích xuất sắc trong năm 2016, Lê Tú Chinh đã được vinh danh là một trong mười "Công dân trẻ tiêu biểu Thành phố Hồ Chí Minh 2016".
Tại cuộc bình chọn 10 vận động viên tiêu biểu toàn quốc năm 2017, Lê Tú Chinh xếp thứ 3, sau Nguyễn Thị Ánh Viên và Thạch Kim Tuấn.

## Gia đình
Lê Tú Chinh sinh ra trong một gia đình có 4 chị em, mẹ mất sớm, bố ở vậy nuôi các con.